# Pantoporia dubiosa
Pantoporia dubiosa är en fjärilsart som beskrevs av Olthof 1951. Pantoporia dubiosa ingår i släktet Pantoporia och familjen praktfjärilar. Inga underarter finns listade i Catalogue of Life.